# Charles Haguenauer
Pour les articles homonymes, voir Haguenauer.
Charles Haguenauer (Caen, 29 octobre 1896 - Saint-Ouen, 24 décembre 1976) est un japonologue français. Parallèlement à ses recherches de linguistique et d'ethnologie (on lui doit notamment Morphologie du japonais moderne et Origines de la civilisation japonaise), il enseigna le japonais à l'École nationale des langues orientales vivantes (qui allait devenir l'INALCO). Il a également consacré une série de travaux à la Corée.

## Biographie
Il a été formé à la linguistique par Antoine Meillet.
Tout juste diplômé de l’École des langues orientales vivantes en japonais, chinois et malais, et de l’École pratique des hautes études, il part pour le Japon et devient en janvier 1926 le premier pensionnaire de la Maison franco-japonaise de Tokyo.
De 1959 à 1973, il est directeur de l'Institut d'Études Coréennes du Collège de France

## Œuvres
Les années sont des années d'édition les plus anciennes trouvées sous amazon.fr ou abebooks.fr donc pas systématiquement la première année d'édition.
Sur le Japon et le japonais :
- (1929) L'Adresse du dignitaire de la province d'Izumo.
- Okinawa 1930 : Notes ethnographiques de Charles Haguenauer, éditées par Patrick Beillevaire (édition du [Collège de France]) (ISBN 9782913217249)
- (1931) Bibliographie des principales publications éditées dans l'Empire japonais. Avec Motoi Ijiro.
- (1937) La Collection de monnaies et de médailles japonaises de l'Institut d'études japonaises de l'Université de Paris.
- (1948) Cent-cinquantenaire de l'École des langues orientales. Le Japonais à l'École nationale des langues orientales vivantes.
- (1951) Le genji monogatari : introduction et traduction du livre 1.
- (1951) Morphologie du japonais moderne : Volume 1. Généralités, mots invariables.
- (1956) Origines de la civilisation japonaise : Introduction à l'étude de la Préhistoire du Japon. (Paris, Imprimerie Nationale -Klincksieck)
- (1976) Nouvelles recherches comparées sur le japonais et les langues altaïques (Bibliothèque de l'Institut des hautes études japonaises)
- (1976-1977) I. Japon : études de linguistique ; II. Japon :  Études de religion, d'histoire et de littérature. (Leyde, Brill)
- (1977) III. Les Ryukyu et Formose : études historiques et ethnographiques. (Leyde, Brill)
- (????) Mélanges critiques.
- (????) Notions d'archéologie japonaise 1re partie (seule parue). Le Néolithique.

Sur Taïwan :
- (1929) Les Tayal de Formose
- (1977) Les Ryukyu et Formose : études historiques et ethnographiques. (Leyde, Brill)

Sur la Corée :
- (1929) Sorciers et sorcières de Corée
- (1980) Études coréennes (Mémoires du Centre d'études coréennes)
- (????) Note sur l'existence d'un culte du coq à Silla